# マルティン・モニス
マルティン・モニス（葡: Martim Moniz、生年不詳 - 1147年、リスボン没）は、1147年のリスボン攻防戦に参加した軍人である  。

## 伝説

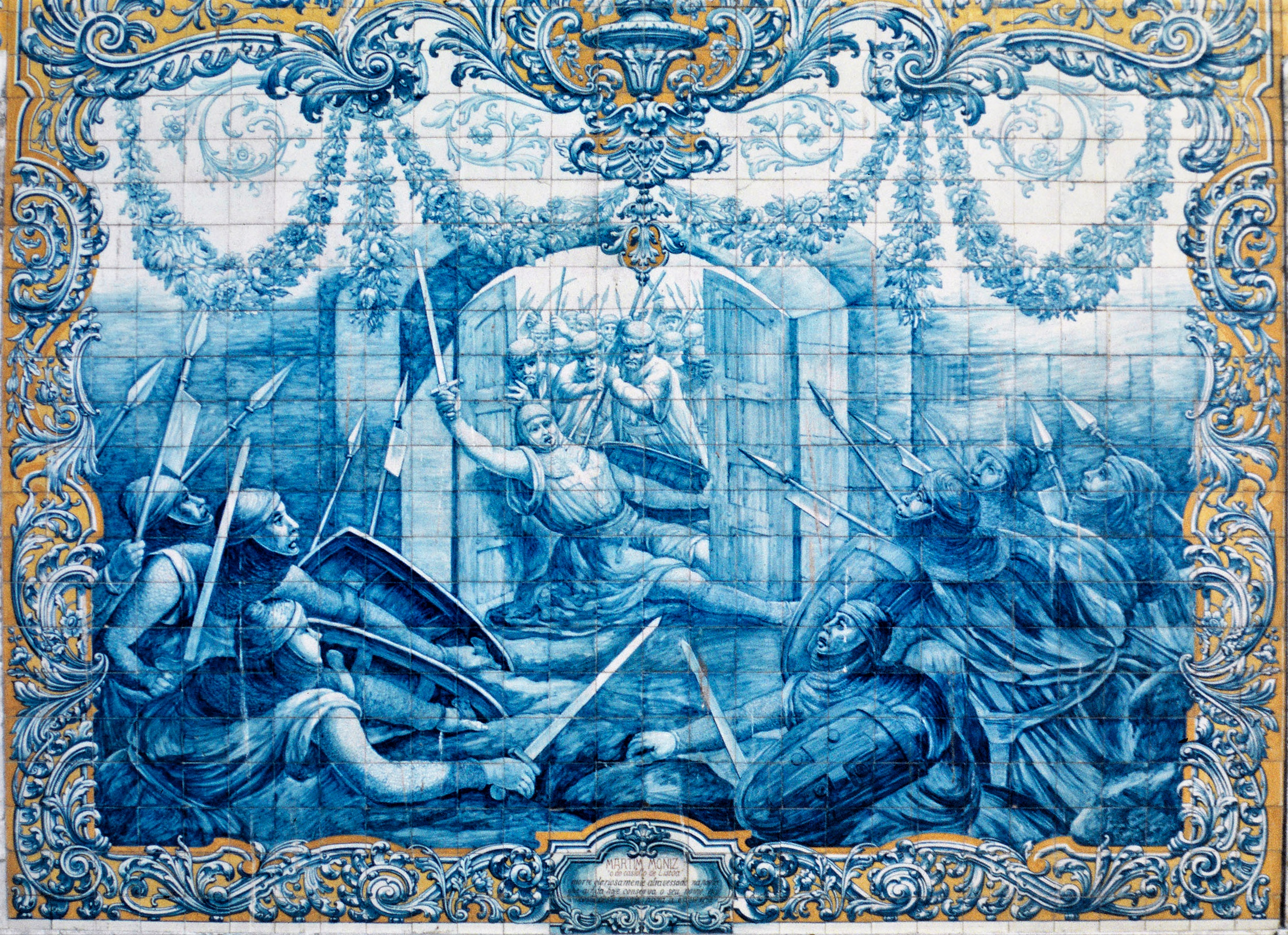
自らの身体で閉門を阻止しようとするマルティン・モニスと彼を排除しようとするムーア人守備隊、そして門に突撃する十字軍兵士。Pereira Cão作

伝説によれば、モニスはリスボンの攻囲戦にポルトガル王アフォンソ1世（1112-1185）の指揮下のキリスト教軍に参加して英雄的に戦った騎士だった。
ムーア人の城の門が開いているのに気づいたモニスは、単身そこに挑み、文字通り身を挺し、自身の体によって守備隊の閉門作業を(物理的に)阻止した。
この英雄的な行動によって、彼の仲間達は門を確保し、そこから城内に攻め込むことができた。彼に敬意を表して、これは「マルティン・モニスの門Porta de Martim Moniz」として知られるようになった。この献身により、彼は十字軍の殉教者として顕彰された 。

## 歴史
ムーア人が支配していたリスボンの征服に関する同時代の証言は2つしかない。十字軍参加者のオスベルノによる書簡「リスボンの征服 De expugnatione Lyxbonensi」と、アルヌルフォ（Arnout）によるものだけである。彼らは、この人物にもこのエピソードも言及していない。
歴史学的な観点から、アルシャンドレ・エルクラーノ（Alexandre Herculano）は、当時はもっともらしく思われていたのだろうが、伝承されてきたこのエピソードは伝説にすぎないと結論づけた。
家系研究に関しては議論があるが、一部では、この人物は実際はモニオ・オソレス・デ・カブレラ（Monio Osórez de Cabrera）とマリア・ノニス・デ・グリジョー（Maria Nunes de Grijó）の息子で、テレサ・アフォンソ（Teresa Afonso）と結婚していたと考えている   。一部の系図学者は、テレサはポルトガル王アフォンソ1世とエルヴィーラ・グアルター（Elvira Gualter）の間に生まれた婚外子だとしている 。この場合、彼には3人の息子がいた。
1. ペドロ・マルティンス・ダ・トーレ（Pedro Martins da Torre、 1160 -没年不詳）。ブラガ県のトーレ・デ・ヴァスコンセロス（Torre de Vasconcelos）の郷士（著名なポルトガル姓ヴァスコンセロス（Vasconcelos）の祖になった地）。テレサ・ソアレス・ダ・シルバ（Teresa Soares da Silva）と結婚した。彼女はトーレ・デ・シルバ（Torre de Silva）の城館（ポルトガル語版）の主であるソエイロ・ピレス・ダ・シルバ（Soeiro Pires da Silva）の娘だった。
2. ジョアン・マルティンス・デ・カブレイラ・サルサ（João Martins de Cabreira Salsa （生没年不詳）
3. マルティン・マルティンス・デ・カブレイラ（Martim Martins de Cabreira、生没年不詳）。ブラガ大聖堂の副教区長（Arcediago）であり遺言が1256年以後に執行された記録がある。その中では相続人として甥孫のエステバン・アネス・デ・ヴァスコンセロス（Estêvão Anes de Vasconcelos）を指名している。

別の系図学者は、1149年に存在して、オウロアンナ・ロドリゲス（Ouroana Rodrigues）と結婚したマルティン・モニスの名を持つ別の人物を挙げている。彼はアローカ（Arouca）の郷士モニオ・ヴィエガス（Moninho Viegas）の子孫だった。また、後にアローカの女子修道院長となったモー・マルティンス（Mór Martins）は、このマルティンの娘（または子孫）だった。

## 史料批判
エルクラーノによる厳しい評価の後、リスボン市史家のヴィエイラ・ダ・シウヴァはあらためてエピソードの信憑性について論じた。
アルフレード・ピメンタ（Alfredo Pimenta）は、1940年の著作「マルティン・モニスの偉業 A façanha de Martim Moniz」の中で、1258年の文書の中に、マルティン・モニスの門に言及しているものがあると延べている。唯一、バルセロナ伯ペドロ（Conde D. Pedro）の系譜書（Livro de Linhagens do Conde D. Pedro）だけが、マルティン・モニスがその門で死んだことに触れている。しかし、これはリスボンのレコンキスタまで遡らずとも、別の歴史的事件、つまりアフォンソ3世即位前の内戦(1245年-1247年)に由来している可能性がある。
リスボン大学のペドロ・ゴメス・バルボサは、リスボン征服に関する本の中で、このテーマについて新たに総合的な再評価を行った。リスボンの降伏の際には突撃などは行われておらず、このエピソードには戦術的な意味での裏付けがないとしている。

## 記念碑

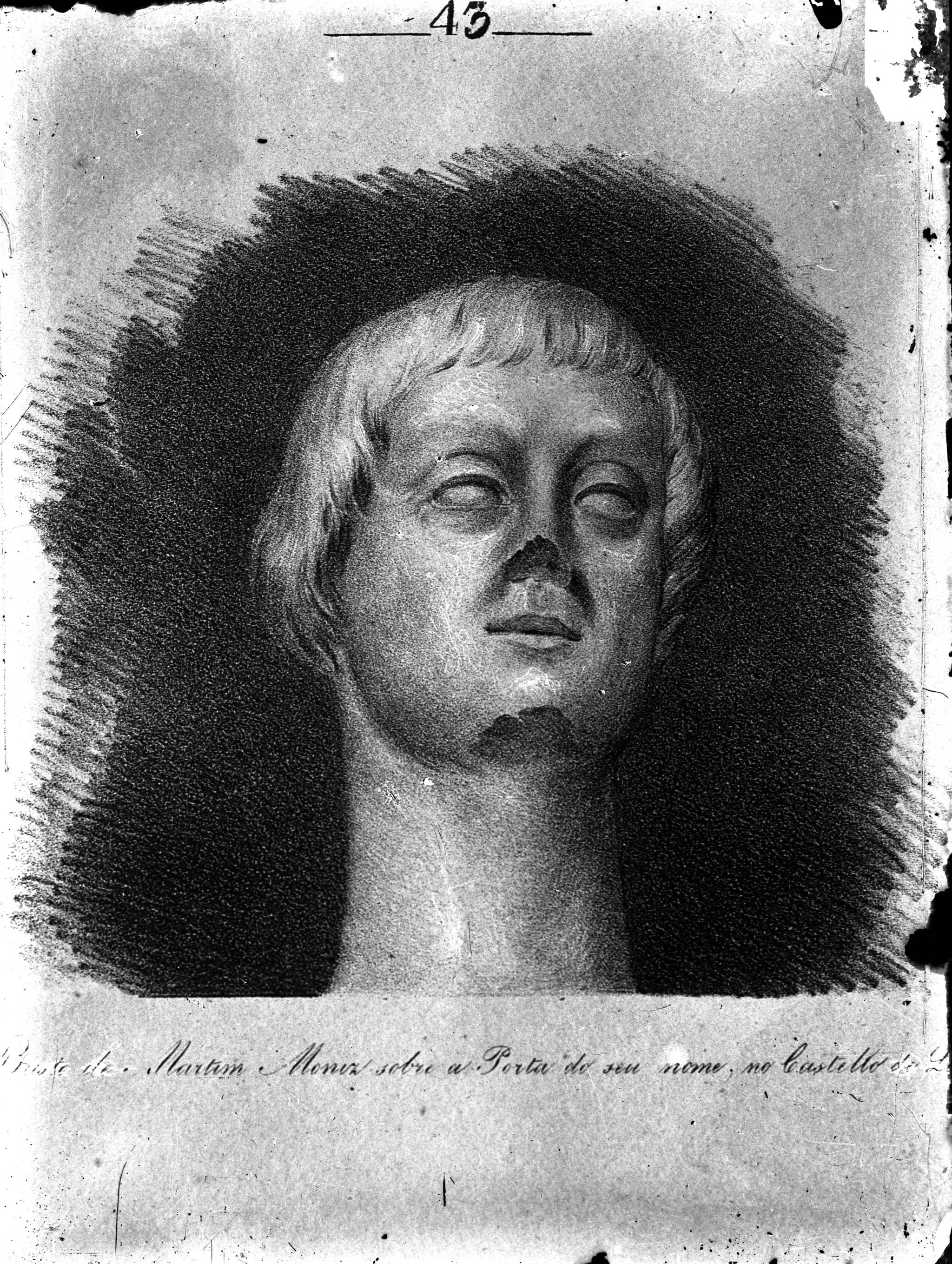
サン・ジョルジェ城のマルティン・モニスの胸像。彼の名が冠された門にあった。

リスボンの古いムーア城壁にあるマルティン・モニス門に隣接して、彼の胸像があった。17世紀半ばにヴァスコンセロス家の子孫によって設置された大理石の銘板には、次のような碑文が刻まれていた。
「エル-レイ・ドン・アフォンソ・エンリケスは、ヴァスコンセロス家の祖先であるドン・マルティ・ムニスがこの門を越えるときに受けた栄光ある死を記念して、この像の設置を命じた。1147年に彼はムーア人がいた都市の門を開き、勝利した」
「ジョアン・ロイズ・デ・ヴァスコンセロスとスーザ・コンデ・デ・カステル・ミリャールは、1646年にこの碑文を書いたバロニー・フェスの14代の子孫である」
マルティン・モニスは、リスボン城（サン・ジョルジェ城）のふもとにある大きな広場の名前でもあり、地下鉄駅の名（Estação Martim Moniz）でもある。